# 三藩の乱
三藩の乱（さんぱんのらん）は、清朝第4代康熙帝の1673年に起こった漢人武将による反乱。雲南の呉三桂、広東の尚之信、福建の耿精忠が反乱を起こした。
三藩は明滅亡後に南へ亡命した諸政権（南明）を指すこともあり、その場合は南明を前三藩、呉三桂たちを後三藩として区別する。

## 事前の経緯
呉三桂、尚可喜、耿精忠の祖父耿仲明は元々明の武将であり、明が李自成により滅亡した時に清軍に協力した功績でそれぞれの藩を領有することを認められていた。これらの藩王は藩内の徴兵権・徴税権・官吏任用権などを持っており清の中の半独立国家となっていた。藩の存在を時の皇帝康熙帝は疎ましく思っており、中央集権体制を確立するために藩を廃止したいと願っていた。
1673年（康熙十二年）、尚可喜が自らの引退と子息尚之信への継承を願い出た。また、他の2人は政府の狙いを探るために自分達の藩の廃止を願い出た。朝廷では藩の存廃について意見が対立したが、康熙帝は廃止を決し、清朝は藩自体を廃止すると尚可喜・呉三桂・耿精忠に返答した。

## 乱の勃発と経過

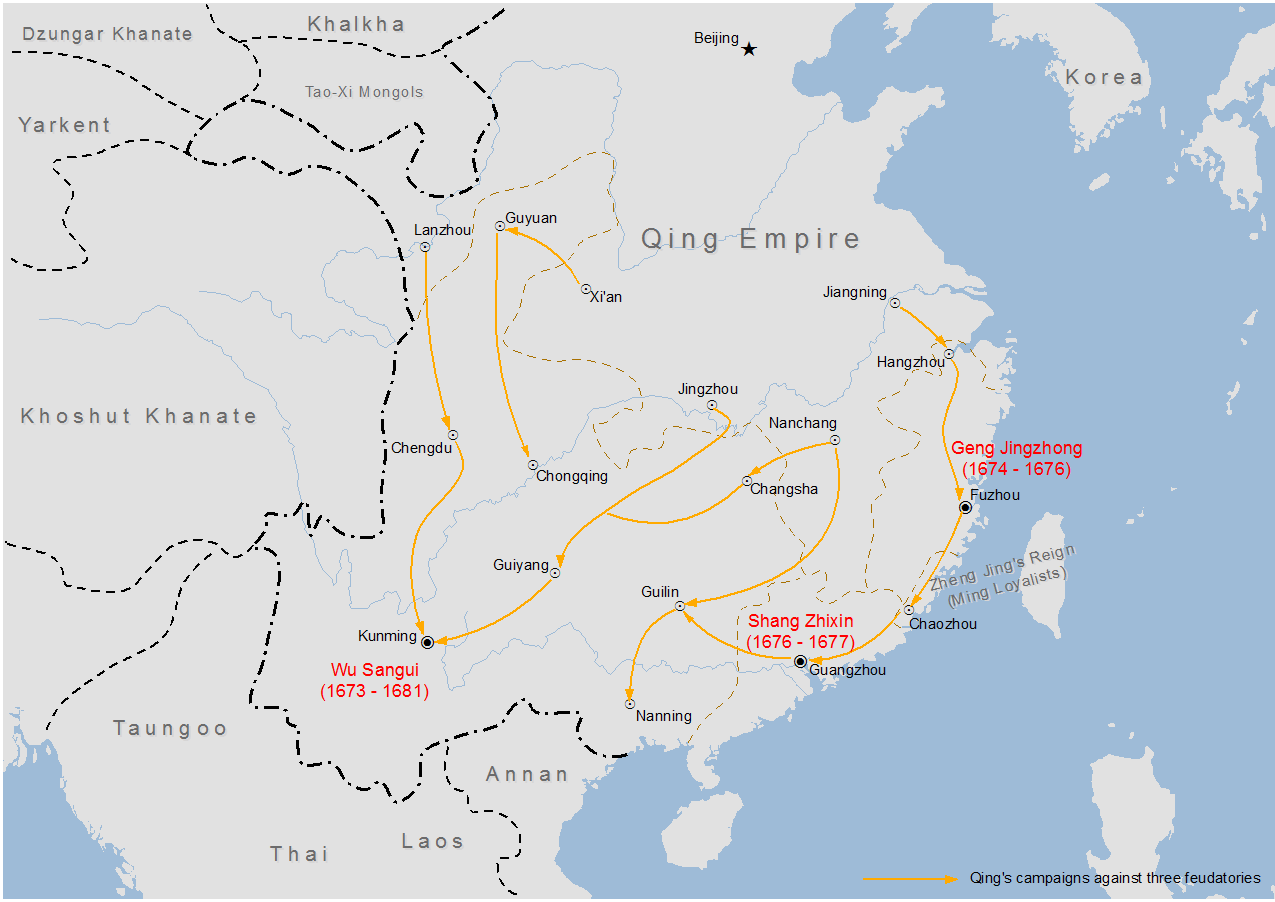
三藩の乱の進軍経路

藩の廃止決定を受けて、1673年11月呉三桂は「興明討虜」を旗印に自ら「天下都招討兵馬大元帥」と称して清に対する反乱を起こし、さらに翌1674年に国号を「周」とし元号「昭武」と定め貨幣の鋳造も行なった。なお、呉三桂及びその家臣は清朝の臣として辮髪に改めており、そのまま反乱を起こしては頭上の辮髪が一度は明に背いて清を迎え今また清に背こうとする無節操の証拠と映るため、反乱の決心から実際に決起するまで数ヶ月髪が伸びるのを待ち、それが戦機を逸した面もあったという。
1674年（康熙13年）、呉三桂は湖南を占領し、ここから軍を東西に分けて西は四川省・陝西省へ、東は広西・福建へ進軍させ、同時に尚可喜・耿精忠に対して呼応の誘いをかけた。1674年2月には陝西で提督の王輔臣が、広西で定南王の娘婿孫延齢が挙兵し、3月には耿精忠も誘いに乗って反乱を起こした。1676年4月に広東の尚之信は反清勢力に包囲される形勢となったため呉三桂に投降した。これに加えて台湾の鄭氏政権も呼応し、一時は長江以南は全て呉三桂らの反清勢力の手に落ちたため、清は危機的状況となった。
呉三桂たちは満洲族を追い出して漢族の世を取り戻すとの大義名分を掲げていたが、その漢族王朝であった明の亡命政権を南に追い詰めて滅ぼしたのは他ならぬ呉三桂であり、反清勢力の結集は不可能であった。また、呉三桂たちの反乱はもとよりこれと言った方針があったわけではなく、自分達の権益を守るためのものであり、その思惑はそれぞれに異なるものであったことから、統一的な指揮系統を築くことができなかった。これらの弱点により清側も戦力を回復し、反乱軍を各個撃破することに成功した。
1676年（康熙15年）、6月陝西が鎮圧され、10月に台湾の鄭氏政権と対立した耿精忠が、更に12月には尚之信及び広西の孫延齢の後を継いだ孔四貞が清に降伏した。1678年（康熙十七年）3月、劣勢に立たされた呉三桂は意気を上げるために湖南省衡州（衡陽）で皇帝に即位したが、同年8月に病死した。

## 事後
大将を失った反乱軍は呉三桂の孫の呉世璠（璠は王へんに番）が皇帝を継ぎ、雲南に撤退したものの、1681年に清軍に攻められて、10月呉世璠は自殺して、乱は終結した。
その後の1683年には鄭氏政権が降伏し、国内の反清勢力は一掃された。康熙帝による君主独裁が完成し、康熙、雍正、乾隆の3代皇帝による清の絶頂期がもたらされることとなった。
太平天国の乱の際、太平天国軍は岳州で呉三桂軍の武器を掘り出し、船に積み込んで武昌攻撃に使用したという。